# Dypterygia ochreata
Dypterygia ochreata är en fjärilsart som beskrevs av W. Warren 1913. Dypterygia ochreata ingår i släktet Dypterygia och familjen nattflyn. Inga underarter finns listade i Catalogue of Life.